# Xaviera Hollander

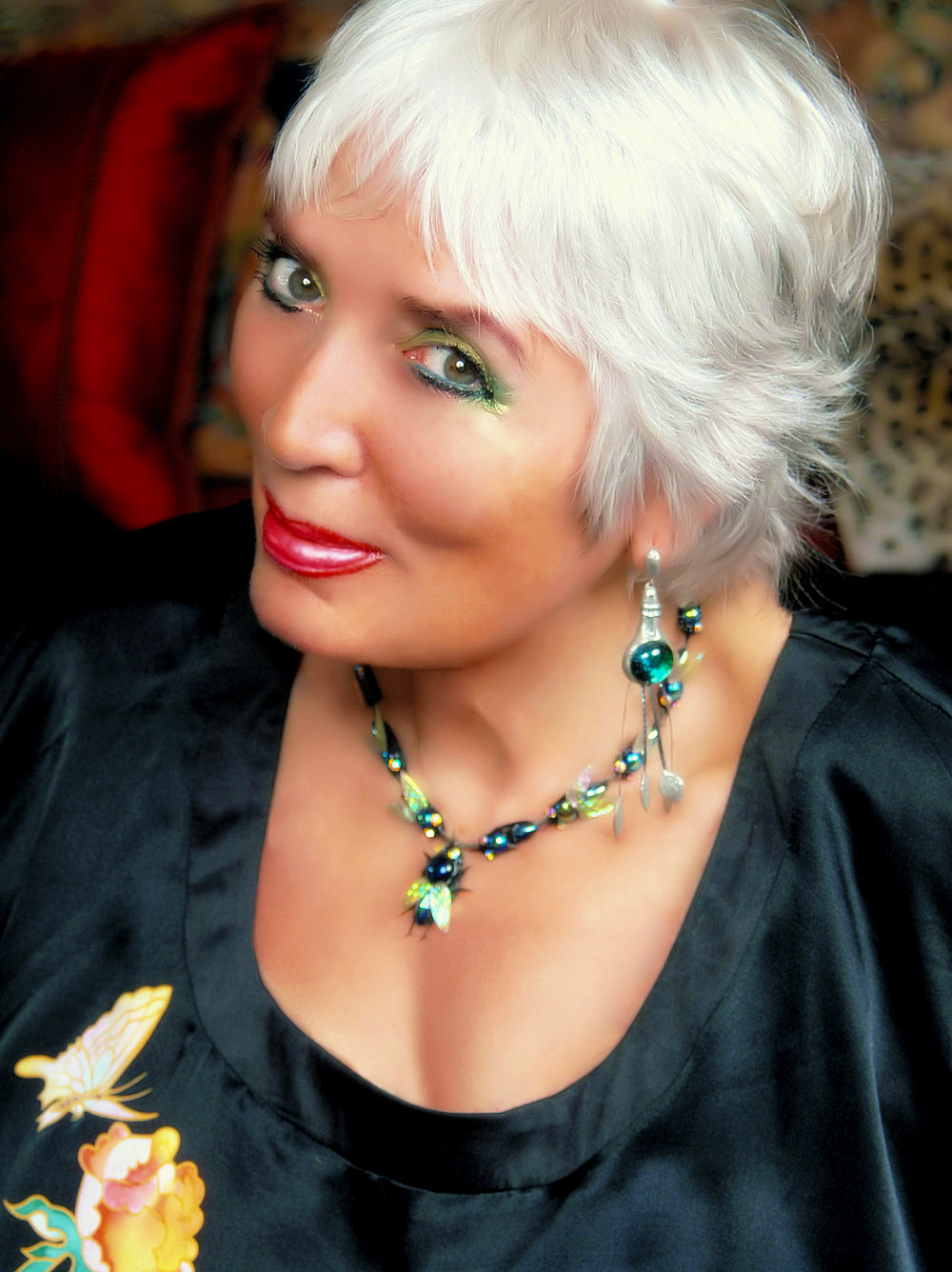
Xaviera Hollander (2008)

Xaviera Hollander (* 15. Juni 1943 in Surabaya, Indonesien, als Vera de Vries) ist eine niederländische Schriftstellerin und Schauspielerin sowie vormaliges Callgirl.

## Leben

### Kindheit, Ausbildung, Sekretärin
Die in Surabaya geborene Hollander verbrachte ihre ersten Lebensjahre in einem japanischen Internierungslager in Indonesien. Nach Ende des Zweiten Weltkrieges zogen ihre Eltern zusammen mit ihr 1946 zurück in die Niederlande. Nach erfolgreichem Abschluss eines Sekretärinnenkurses arbeitete Hollander einige Jahre als Sekretärin in Südafrika, später für den niederländischen Konsul und den belgischen Botschafter in den USA.

### Callgirl und Madame in den USA
Um ihr Gehalt aufzubessern, arbeitete Hollander in den USA nebenbei als Callgirl für eine Agentur in New York. Nachdem sie die Kundenliste einer sich aus dem Geschäft zurückziehenden Prostituierten gekauft hatte, gab Hollander ihren Beruf auf und arbeitete nur noch als Callgirl. Darüber hinaus eröffnete sie auch ein Bordell in der New Yorker Eastside, welches sie an wechselnden Standorten als Madame (Bordellchefin) betrieb. Sie wurde als „das bekannteste Callgirl von New York“ bezeichnet.
Folgendes Zitat wird ihr zugeschrieben:

“If my business was legitimate, I would deduct a substantial percentage of depreciation of my body.”

„Wenn mein Geschäft legal wäre, würde ich für die Abschreibung meines Körpers einen erheblichen Prozentsatz abziehen.“

### Schriftstellerin, Schauspielerin
1972 erschien Hollanders Biografie unter dem Titel The Happy Hooker (dt. „Die fröhliche Nutte“), die sie mit den Co-Autoren Robin Moore und Yvonne Dunleavy verfasst hatte. Das Buch wurde ein Welt-Bestseller, erschien in mehreren Sprachen und verkaufte sich 20 Millionen Mal. Im Jahr 1975 wurde ihre Biografie von Nicholas Sgarro mit Lynn Redgrave in der Hauptrolle verfilmt. Seit 1972 schrieb Hollander eine Kolumne unter dem Titel Call Me Madam für das Männermagazin Penthouse, in der sie Ratschläge und Empfehlungen zu sexuellen Problemen gab.
Seit Anfang der 1970er-Jahre trat Hollander auch als Schauspielerin in mehreren Filmen auf; unter anderem 1974 in The Life and Times of the Happy Hooker von Larry Spangler und 1975 in der Komödie My Pleasure Is My Business (dt. Fassung: Die heißeste Frau der Welt). In Eddy Terstalls niederländischem Film Transit aus dem Jahr 1992 übernahm sie noch einmal eine Nebenrolle. Hollander hat seit den 1970er-Jahren eine Reihe von Büchern und Drehbüchern geschrieben sowie Theaterstücke in Amsterdam produziert. Ihr jüngstes Buch Child No More handelt vom Verlust ihrer Mutter, die im Jahr 2000 starb.
Hollanders Bücher sind teilweise in hohen Auflagen sowie in mehreren Sprachen erschienen. Sie unterhält mit Xaviera's Happy House eine Bed-and-Breakfast-Unterkunft in Amsterdam. Im Januar 2007 heiratete sie Philip de Haan.

## Werke (Auswahl)
- Englische Originalausgaben:

- Xaviera Hollander, Robin Moore, Yvonne Dunleavy: The Happy Hooker. Erstausg., Franklin Verlag, Talmy (USA) 1972, ISBN 0-900735-13-9; in mehreren Auflagen erschienen, zuletzt: The Happy Hooker. My Own Story. 30th Anniversary Ed., ReganBooks, New York (USA) 2002, ISBN 0-06-001416-4.
- Xaviera Hollander: Erotic Enterprises Inc. Taschenbuchausg., Aidan Ellis Publishing, Henley-on-Thames (UK) 1985, ISBN 0-85628-142-5.
- Xaviera Hollander: Lucinda and Other Lovelies: Aidan Ellis Publishing, Henley-on-Thames (UK) 1990, ISBN 0-85628-198-0.
- Xaviera Hollander: Knights in the Garden of Spring. Erstausg., Diamond Books, London (UK) 1995, ISBN 0-261-66641-X.
- Xaviera Hollander: Child No More: A Memoir. ReganBooks, New York (USA) 2002,

- Deutschsprachige Ausgaben:

- Xaviera Hollander, mit: Robin Moore u. Yvonne Dunleavy : The happy Hooker. Die wahre Lebensgeschichte von New Yorks bekanntestem Callgirl. Genehmigte, ungekürzte Taschenbuchausg., 3. Aufl., Heyne Verlag, München 1984, ISBN 3-453-01402-2. (dt. Übersetzung; engl. Originaltitel: The happy hooker)
- Xaviera Hollander: Madame, die Botschafterin. Dt. Erstveröff., Heyne Verlag, München 1983, ISBN 3-453-01760-9.
- Xaviera Hollander: Xavieras Reisen in die Sinnlichkeit. Dt. Erstveröff., 8. Aufl., Heyne Verlag, München 1992, ISBN 3-453-01336-0.
- Xaviera Hollander (Hrsg.): Die besten erotischen Erzählungen der Welt. 10. Auflage. Heyne-Verlag, München 1995, ISBN 3-453-01580-0.

## Filmografie (Auswahl)
- 1974: The Life & Times of Xaviera Hollander
- 1975: My Pleasure Is My Business (dt. Fassung: Die heißeste Frau der Welt)
- 1980: The Happy Hooker Goes Hollywood
- 1992: Transit